# کاک اسماعیل
پیروت محمدی مشهور به کاک اسماعیل فرمانده نظامی عملیات گروه چپ‌گرای چریکی موسوم به اتحادیه کمونیست‌ها در واقعه ۱۳۶۰ آمل بود.

## زندگی‌نامه
پیروت (اسماعیل) و محمد (رسول محمدی) بسال ۱۳۳۳ در روستای حاجی خوش (نزدیک مهاباد) در خانواده‌ای کرد متولد شدند. بنا به رسم خانواده، اسماعیل را به دایه سپردند تا جدا از برادر دوقلویش بار آید. اسماعیل در روستا بزرگ شد و محمد در مهاباد و میاندوآب. اسماعیل به سربازی رفت و محمد به دانشکده اقتصاد دانشگاه قزوین وارد شد.
در این دو محیط متفاوت، این دو با عناصر و محافلی با گرایشات مارکسیستی ـ لنینیستی و مواضعی ضدرویزیونیستی در تماس قرار گرفتند. ارتباط اسماعیل با رفقای محفل اولیه‌ای بود که بعدها «گروه مبارزه در راه آزادی طبقه کارگر» را بنیان نهادند، و محمد با یکی از محافل مرتبط با چریک‌های فدائی خلق تماس داشت. بعد از مدتی، محمد نیز با رفقای محفل اولیه ارتباط برقرار کرد و در فعالیت‌های آموزشی ـ سیاسی فعالانه شرکت جست. در ابتدای فعالیت (سال ۱۳۵۳) این محفل از مشی چریکی طرفداری می‌نمود و خط روشنی در مورد ماهیت سوسیال امپریالیستی شوروی نداشت، هرچند مائوتسه دون را به عنوان یکی از رهبران پرولتاریای جهانی بحساب می‌آورد. چندی بعد، اسماعیل و چندتن یگر از رفقای محفل برای دستیابی بیشتر به آثار مارکسیستی، و همچنین قرار گرفتن در جریان حرکت مجموعه جنبش کمونیستی، راهی اروپا شدند. اما بواسطه پاره‌ای مشکلات بعد از مدت کوتاهی همگی به ایران بازگشتند.
اسماعیل و محمد نیز در عرصه جنبش انقلابی خلق کرد به عنوان دو پیشمرگ کمونیست، کار بسیج و سازماندهی دهقانان و سمت دهی و هدایت جنبش دهقانی را برای مصادره زمین‌های خان‌ها و فئودال‌های منطقه آغاز کردند.
اعلام موجودیت تشکیلات پیشمرگه‌های زحمتکشان، به فعالیت‌های اتحادیه کمونیستهای ایران در منطقه کردستان، بیانی تشکیلاتی بخشید. کاک اسماعیل و کاک محمد به عنوان دوتن از مسئولین تشکیلات در شهرهای سنندج و بوکان فعالیت می‌کردند. در دوران برقراری آتش‌بس و آزادی سنندج، اسماعیل و محمد به همراه پیشمرگان و رفقای دیگرشان مرتباً بمیان مردم شهر و روستا می‌رفتند و با انجام جوله سیاسی ـ نظامی و پیشبرد تقسیم زمین در روستاهای مختلف توده‌های دهقان و زحمتکشان شهری را در فعالیتی آگاهانه برای تغییر جامعه کهن درگیر می‌ساختند. رفته رفته، دوران کوتاه آتش‌بس، با درگیری میان ارتش و سپاه با کوموله بسر می‌رسید و درگیری‌های مداومی در ناحیه کامیاران جریان می‌یافت. با فرا رسیدن بهار ۵۹، هجوم ارتش تحت هدایت بنی صدر به شهر سنندج آغاز شد. در این نبرد، کاک اسماعیل به عنوان یک فرمانده برجسته نظامی اتحادیه کمونیست‌ها فعالیت نمود.
بعد از پایان جنگ یکماهه، کاک اسماعیل به تهران آمد. او در شورای سوم اتحادیه کمونیستهای ایران به عنوان مسئول نظامی کل سازمان و یکی از اعضای رهبری انتخاب شد. با این امر، تغییر و تبدیلاتی در کادر رهبری تشکیلات پیشمرگه زحمتکشان ضروری افتاد و کاک محمد به عنوان مسئول نظامی تشکیلات تعیین گشت.
از پائیز ۵۹ کاک محمد کردستان را ترک گفت و برای مدتی کوتاه بکار در میان کارگران کرد کوره پزخانه‌های اطراف قزوین مشغول شد و سپس در تهران بکار تبلیغ و سازماندهی پرداخت. در این دوره، تقریباً ارتباط وی با سازمان حالتی معلق داشت.

## سازماندهی سربداران
طبق اعترافات حسین تاجمیر ریاحی، مسئول کل تشکیلات اتحادیه کمونیست‌های ایران، کاک اسماعیل در کنار اکثریت هیئت مسئولین اتحادیه، بر طرح مبارزه مسلحانه تا پای جان پای فشرد و مقدمات برپائی قیام مسلحانه را پیگیرانه تدارک دید. در این کار، محمد از مسئولین سربداران گشت.
در واقعه ۲۲ آبان و ۶ بهمن آمل وی فرماندهی نظامی گروه ۱۱۰ نفره سربداران را به دست داشت و در ظهر شش بهمن ۱۳۶۰ بر اثر برخورد گلوله کشته شد.